# 高石工業
髙石工業株式会社（たかいしこうぎょう）は、大阪府茨木市主原町3-18に本社を置く、ゴムパッキンやОリングなど工業用精密ゴム製品の製造・販売を手がけるメーカーである。
ゴム材料の研究・開発支援やゴム製品の量産試作も行っている。2012年11月に水素ステーションなどに使われる耐水素用ゴム材料の開発に成功している。

## 概要
創業は1948年、革製のパッキンを製造していた現社長の祖父が合成ゴムの製造を手掛けた事に始まる。
主力は水回りやガス栓などの住宅設備用の工業ゴムで、燃料電池自動車の水素スタンドの充填機や圧縮機の接続部に使うゴムパッキンの製造も行っている。現社長で3代目である高石秀之が2006年に社長に就任して以降は試作や研究支援に力を入れており、2015年現在、高石社長を含め7人の研究者がいる。

## 事業所
- 本社工場：大阪府茨木市主原町3-18
- 山崎工場：兵庫県宍粟市山崎町段815
- 鳥取工場：鳥取県鳥取市湖山町東4丁目43番地

## 沿革
- 1946年5月 - 大阪市福島区に革パッキング製造業「千草工業所」を開設[6]。
- 1948年4月 - 「高石皮革工業株式会社」に改組、本店を茨木市に置く。
- 1956年2月 - 現商号に改名。
- 1962年7月 - 鳥取工場建設、稼働開始。
- 1977年5月 - 山崎工場建設、稼働開始。
- 2016年7月 - ベトナム工場（ホーチミン）稼働開始。

## SGWプロジェクト
SGWプロジェクトは、(S)世界に一つの手作り(G)ゴム(W)ワクワク体験プロジェクトの略称で、参加者が自分で機械を操作して生ゴムを加熱・加圧して製品にする体験を提供するものである。2015年4月に取引先企業を対象に始まり、同年10月に一般向けに開放された。主に大阪本社工場で体験を行っているが、近隣の小学校を訪問し簡易成形機を用いた体験授業も行っている。